# Präventionsgesetz
Das Präventionsgesetz (PrävG) ist ein Artikelgesetz, das in Deutschland seit 2016 neue Maßnahmen in den Bereichen Vorbeugung gegen Krankheiten (Prävention), Gesundheitsförderung und Früherkennung von Krankheiten wirken lässt.

## Deutschland
Die Eckpunkte zum PrävG wurden im September 2004 von Bund und Ländern gemeinsam vorgelegt, der Gesetzentwurf von SPD und Bündnis 90/Die Grünen gelangte 2005 zur ersten Lesung und hätte 2008 in Kraft treten sollen. Der Gesetzgebungsprozess verzögerte sich jedoch durch Differenzen innerhalb der Koalition, dann durch Regierungswechsel und zuletzt durch die Bundestagswahl 2013. Im Herbst 2014 wurde ein neuer Referentenentwurf für ein Präventionsgesetz veröffentlicht, der bis Juni 2015 beraten und überwiegend am 25. Juli 2015 in Kraft trat.
Wesentliche Inhalte des Gesetzes, dessen Artikel ausschließlich aus Änderungen verschiedener anderer Gesetze (vor allem des Sozialgesetzbuches) plus einer Einleitungsformel und dem abschließenden Artikel über das Inkrafttreten bestehen, sind:
- Die Sozialversicherungsträger (Krankenkassen, Rentenversicherung, Unfallversicherung, private Krankenversicherungsunternehmen, Bund, Länder, Kommunen, Bundesagentur für Arbeit) und die Sozialpartner besetzen eine Nationale Präventionskonferenz, die eine "nationale Präventionsstrategie" erarbeiten soll (nach dem Muster des Krebsplans).
- Auch die Pflegeversicherung wird Präventionsleistungen bezahlen.
- Verschiedene Maßnahmen sollen die Schutzimpfung fördern, u. a. Pflichtberatungen für Eltern.
- Ärzte können "Präventionsempfehlungen" über Leistungen von Anbietern in der Gesundheitsförderung wie Volkshochschulen, Sportvereine und Fitness-Center  ausstellen (die Medien sprechen von "Bewegung auf Rezept"). Präventions-Kurse werden durch die Krankenkassen bezuschusst, wenn die Kurse nach den Qualitätsvorgaben des GKV für § 20 SGB V entsprechen (vgl. Leitfaden Prävention).
- Die Kranken- und Pflegekassen legen Präventionsprogramme für Gemeinschaftseinrichtungen (Schulen, Kitas, Betriebe, Pflegeeinrichtungen) über 500 Mio. € auf
- Für Selbsthilfegruppen stellen die Krankenkassen ab dem Jahr 2016 je Versicherten 1,05 € zur Verfügung, insgesamt ca. 73 Mio. €. Dieser Betrag wurde vom ursprünglichen Entwurf abweichend verdoppelt.
- Die Bundeszentrale für gesundheitliche Aufklärung (BZgA) erhält von den Kassen einen jährlichen Zuschuss in Höhe von 32 Mio. €.

Die Gesamtkosten betragen nach Aussage des Abgeordneten Karl Lauterbach jährlich 300 Mio. €. Grüne und Linke lehnten das Gesetz ab, da es nur die GKV-Versicherten betreffe und belaste; die Grünen kritisierten außerdem, dass die Kommunen zu wenig beteiligt würden. Die Verbände der Kassen bemängelten insbesondere, dass die BZgA, eine Bundesbehörde, nun mit Versicherungsbeiträgen subventioniert werde.
2019 legte – wie vom Gesetz vorgesehen – der GKV-Spitzenverband in Zusammenarbeit mit den Verbänden der Krankenkassen auf Bundesebene die Handlungsfelder und Kriterien für die Leistungen der Krankenkassen in der Primärprävention und betrieblichen Gesundheitsförderung fest, die für die Leistungserbringung vor Ort verbindlich gelten. Die Leistungsarten umfassen die individuelle verhaltensbezogene Prävention nach § 20 Abs. 4 Nr. 1 und Abs. 5 SGB V, die Prävention und Gesundheitsförderung in Lebenswelten (wie Schule, Studieren, Sport usw.) nach § 20a SGB V sowie die betriebliche Gesundheitsförderung nach § 20b und 20c SGB V.

### Probleme der Umsetzung
Kritisch wird aufgrund bisheriger Erfahrungen angemerkt, dass die Präventionsmaßnahmen punktuell blieben und weder eine Strukturbildung noch eine Partizipation erfolge. Einer erfolgreichen Kooperation zwischen den Kassen sowie mit den Trägern der Lebenswelten wie Kitas, Schulen usw. stünden überkommene Routinen und Fehlanreize entgegen. Die Kassen seien nicht zur Kooperation verpflichtet. Auch die Handlungsfelder und Zielgruppen der Prävention seien nicht konkret genug bestimmt, da die Nationale Präventionskonferenz nur eine vage Zielsystematik vorgelegt habe, die sich am Lebenslauf orientiert: „Gesund aufwachsen“, „Gesund leben und arbeiten“ sowie „Gesund im Alter“.
Die Krankenkassen beklagten bereits 2017 eine fehlende Wirkung des Gesetzes, da insbesondere die Länder und Kommunen durch das Gesetz nicht zur Gesundheitsförderung verpflichtet würden. Außer in Niedersachsen gebe es keine einheitliche Anlaufstelle, die ein kassenübergreifendes Vorgehen ermögliche. Der GKV-Spitzenverband kritisierte vor allem die (erzwungene) Kooperation mit der BZgA, an die die Krankenkassen jährlich 45 Cent pro Versicherten, also 32 Millionen Euro überweisen müssten, wofür die BZgA Präventionsprogramme entwickeln solle. Die BZgA würde diese Mittel an Unterauftragnehmer durchleiten, die aber Zeitpläne nicht einhielten und die Aufgaben nicht in der abgesprochenen Qualität erledigten. Abstimmungsprozesse und Kommunikation seien immer wieder unverbindlich oder fehlerhaft. Daher konnten 2016 nur knapp 3 Millionen Euro abgerufen werden. Die BZgA wies die Kritik zurück mit dem Argument, dass die Krankenkassen ihre konzeptionellen Vorschläge nicht akzeptieren würden. Dementsprechend stehen Konzepte zur Evaluation der Maßnahmen noch aus.

## Schweiz
In der Schweiz hatte die Regierung am 30. September 2009 dem Parlament einen Gesetzesentwurf für ein zu schaffendes Präventionsgesetz übermittelt. In der vorangehenden Vernehmlassung war der Vorentwurf kontrovers aufgenommen worden. Nach Zustimmung im Nationalrat scheiterte der Entwurf schließlich 2012 im Ständerat trotz mehrheitlicher Zustimmung auch dieser Kammer, da wegen der in der Schweiz seit 1995 gültigen Ausgabenbremse eine qualifizierte Mehrheit über 50 % erforderlich gewesen wäre, die nicht erreicht wurde. Entscheidend sollen jedoch nicht die Kosten, sondern liberale Gegenargumente gewesen sein.